# NGC 5728
NGC 5728 је спирална галаксија у сазвежђу Вага која се налази на NGC листи објеката дубоког неба.
Деклинација објекта је - 17° 15' 8" а ректасцензија 14h 42m 24,0s. Привидна величина (магнитуда) објекта NGC 5728 износи 11,4 а фотографска магнитуда 12,2. Налази се на удаљености од 36,200 милиона парсека од Сунца. NGC 5728 је још познат и под ознакама MCG -3-37-5, IRAS 14396-1702, PGC 52521.